# 天野益夫
天野 益夫（あまの ますお、1924年8月4日 - 2019年3月23日）は、日本の経営者。静岡県出身。

## 経歴
1947年に京都大学工学部機械工学科を卒業し、同年にトヨタ自動車工業に入社。
1977年9月に取締役に就任し、常務、専務を経て、1986年9月に顧問に就任した。その一方で、1985年3月に愛知製鋼社長に就任し、1993年3月に会長を経て、1996年6月から相談役を務めた。愛知県バスケットボール協会会長なども歴任。
1996年4月に勲三等瑞宝章を受章した。
2019年3月23日老衰のために死去。94歳没。